# Kim Il-sung
Kim Il-sung, ursprungligen Kim Seongju, född 15 april 1912 i Mangyŏngdae i Södra P'yŏngan, död 8 juli 1994 i Pyongyang, var Nordkoreas ledare och diktator från 1948 fram till sin död; till 1972 som premiärminister och därefter som president. 
Kim Il-sung hade en kort karriär som gerillaledare som bekämpade det japanska styret i Korea, men tillbringade större delen av andra världskrigets slut i sovjetisk exil. Efter krigsslutet insattes han som ledare i den sovjetiska ockupationszonen och blev sedermera enväldig ledare för Nordkorea. Ett av Kim Il-sungs första initiativ var att övertyga Sovjetunionen och Kina att stödja hans invasion av Sydkorea, vilket ledde till det förödande Koreakriget och bidrog till en isolering av landet. Under 1950-talet lyckades han utmanövrera sina rivaler om makten och blev föremål för en intensiv personkult som varat in i våra dagar. Kim Il-sungs sista tid vid makten präglades av spänningar med USA om landets kärnvapenprogram och svåra ekonomiska problem som ledde till massvält under 1990-talet.
Den 5 september 1998 förklarades han genom ett tillägg till grundlagens preambel vara Nordkoreas evige president.

## Ungdomsår
Mycket är oklart kring Kims barndom och ungdom, då den nordkoreanska propagandan ofta inkluderar rent fiktiva inslag i hans biografi. Kim Il Sung föddes som Kim Sŏngju den 15 april 1912 i Mangyongdae, vid Taedong-flodens bädd i Pyongyang, två år efter det att Korea införlivats med Japan som generalguvernementet Korea. Hans far, Kim Hyŏng-jik, arbetade som skollärare och praktiserade koreansk medicin. Hans mor, Kang Pan-sŏk, var kristen och tog ibland med sin son till gudstjänster.
Kim förefaller ha tillbringat sin skolgång både i Korea och i Manchuriet åren 1919–1929, då hans familj flyttade mellan de båda regionerna. 1929 skall Kim ha relegerats från sin skola på grund av subversiva aktiviteter och fängslats en kort tid.

## Motståndsår
I början på 1930-talet anslöt sig Kim Il Sung till de kinesiska kommunisterna och började organisera motstånd mot den japanska ockupationsmakten i gränsområdet mellan Manchukuo och Korea, som båda kontrollerades av Japan. Det var kring denna tid han ändrade sitt namn till Kim Il Sung.  1937 genomförde han sin mest framgångsrika räd mot den japanska kolonialmakten i Ponchŏnbo (보천보, 普天堡), men Kim var en av många gerillakämpar och hans betydelse för det koreanska motståndet var begränsad.
1940 tvingades han fly till Sovjetunionen, där han fick en militär utbildning i Röda armén och träffade sin första hustru, Kim Jong-suk, med vilken han fick Kim Jong Il. När Sovjetunionen och Japan ingick en icke-angreppspakt i april 1941 innebar detta att Kim inte kunde delta i något väpnat motstånd mot Japan från sovjetiskt territorium och han tillbringade resten av andra världskriget i sovjetiska fjärran östern. Kim gjorde inga avgörande insatser för att befria Korea från japanskt styre.
I augusti 1945 bröt Sovjetunionen icke-angreppspakten med Japan och erövrade Manchuriet i operation augustistorm. Kim Il Sung, som ingick i den Röda arméns 88:e brigad, landsteg i Wonsan under dessa operationer. Efter överenskommelse med USA mottog Sovjetunionen den japanska kapitulationen i Korea norr om den 38:e breddgraden, där man etablerade en sovjetisk ockupationszon. Den 14 oktober 1945 framträdde den då relativt okände Kim Il Sung offentligt på ett massmöte som organiserats av Sovjetunionen i Korea och han blev senare utsedd till överhuvud för den provisoriska folkkommittén för Nordkorea.

## Statsledaren
I takt med att Kalla kriget inleddes kring 1947 blev det svårare för USA och Sovjetunionen att enas om hur den koreanska halvön skulle kunna enas. När Syngman Rhee grundade Republiken Korea i den södra halvan av landet den 13 augusti 1948 övergav de sovjetiska ockupationsmyndigheterna planerna på en gemensam regering och insatte Kim Il Sung som ledare för Demokratiska Folkrepubliken Korea den 9 september samma år. Kim blev den nya statens förste premiärminister och blev även ledare för det Koreanska arbetarpartiet som bildades året därpå genom en sammanslagning av olika partier.
Det koreanska arbetarpartiet var i slutet på 1940-talet en koalition av koreanska marxister och gerillakämpar från olika delar av den koreanska halvön. Kring Kim Il Sung samlades Kapsan-fraktionen, dvs. veteraner från gerillaåren på 1930-talet och medlemmar i den 88:e divisionen. Dessutom fanns det kommunister som kämpat med de kinesiska kommunisterna i Yan'an och koreanska kommunister med sovjetiskt medborgarskap. Till detta kom ett stort antal kommunister från Sydkorea som tagit sin tillflykt till Nordkorea.

## Koreakriget
Kim hade mycket starka nationalistiska drivkrafter och var mycket angelägen att ena den koreanska halvön på sina egna villkor. Därför försökte han alltifrån den nordkoreanska statens grundade få med sig sina sovjetiska och kinesiska allierade på en militär erövring av Sydkorea. Till en början ställde sig både Josef Stalin och Mao Zedong avvisande till en sådan politik, som de betraktade som alltför äventyrlig med tanke på det kinesiska inbördeskriget, där Nordkorea bidrog med trupper. När de kinesiska kommunisterna segrade i kriget i slutet på 1949 och nordkoreanska krigsveteraner började återvända till Nordkorea, samtidigt som USA tillkännagav att Sydkorea befann sig utanför den amerikanska försvarsperimetern, så framstod saken i en annan dager och våren 1950 gav Stalin klartecken till Kim Il Sung att inleda ett erövringskrig av Sydkorea, på villkor att Kina skulle ge sitt stöd. Kim ställde mycket stora förhoppningar till att det sydkoreanska folket skulle välkomna en "befrielse" från norr, vilket skulle visa sig vara en allvarlig felbedömning.
Kriget, som inleddes med en nordkoreansk invasion den 25 juni 1950, var inledningsvis mycket framgångsrikt och Koreanska folkarmén ockuperade Seoul den 28 juni och nådde inom kort Nakdong-floden i södra Korea. Krigslyckan vände dock lika fort när FN:s säkerhetsråd bemyndigade USA och dess allierade att befria Sydkorea. I september bröts de nordkoreanska framgångarna genom en landstigning i Inchon, ledd av den amerikanske generalen Douglas MacArthur. De amerikanska och sydkoreanska styrkorna kunde sedan avancera mot den kinesiska gränsen vid Yalu-floden, vilket i sin tur utlöste en kinesisk intervention i oktober. Efter den kinesiska interventionen stagnerade kriget 1951 och följande år blev Kim Il Sung angelägen om att få till stånd ett vapenstillestånd och långt utdragna förhandlingar inleddes mellan de båda sidorna. Den 27 juli 1953 undertecknades ett vapenstillestånd och kriget avslutades i egentlig mening. Koreakriget var en allvarlig felbedömning av Kim Il Sung och visade sig bli mycket förödande för Nordkorea. Trots att Kim var en av de huvudansvariga för kriget lyckades han behålla makten i Nordkorea och utmanövrera sina politiska rivaler.

## Konsolidering av makten
Så snart vapenstilleståndet i Koreakriget hade slutits 1953 satte Kim Il Sung igång med att undanröja sina rivaler i partiet. Den sydkoreanske kommunisten Pak Hon-yong fick skulden för att de sydkoreanska massorna inte välkomnat de nordkoreanska trupperna 1950. Han dömdes till döden 1953 och avrättades troligen 1956. Även den sovjetisk-koreanske kommunisten Ho Ka-i hamnade i onåd och begick självmord under oklara omständigheter.
När Sovjetunionens ledare Nikita Chrusjtjov inledde avstaliniseringen efter Stalins död tvingades många ledare i östblocket, som  Gheorghiu-Dej, Bieru, Tjervenkov och Tsedenbal, att bereda plats för ett kollektivt ledarskap. Kim Il Sung vägrade dock att uppge sin maktställning i Nordkorea och undvek att inleda en liberalisering av systemet.
I februari 1956 höll Chrusjtjov ett hemligt tal på SUKP:s tjugonde partikongress, där han kritiserade Stalins personkult. Varken Kim Il Sung eller hans rivaler närvarade på mötet, men avstaliniseringen inspirerade "Yan'an-fraktionen" kring Kim Tu-bong och den "sovjetiska fraktionen" att kritisera Kim Il-sung för att ägna sig åt personkult medan denne var på besök i Moskva sommaren 1956. Vid hemkomsten genomdrev Kim Il-sung en utrensning mot de båda fraktionerna och Kim Tu-bong anklagades för att vara amerikansk spion. Han avsattes från sina poster och antas ha avrättats kring 1957.
Parallellt med utrensningarna av olika fraktioner, trängdes partimedlemmar med sydkoreanska rötter ut från ledande positioner i partiet till förmån för partimedlemmar från norra Korea. Vid slutet av 1950-talet hade Kim Il Sung gjort sig av med alla rivaler om makten och framstod som Nordkoreas obestridde ledare. Kring sig samlade Kim Il Sung en grupp veteraner från den 88:e brigaden, som kom att dominera stat och parti under de följande årtiondena.
Inspirerad av det Stora språnget i Kina, lanserade Kim Il-sung våren 1958 det mytologiska tusenmilahästen Chollima som en symbol för en liknande kampanj för att industrialisera landet och kollektivisera genom massmobilisering. För att se till att "Chollimarörelsen" inte skulle framstå som en kopia av kinesiska motpart lät den nordkoreanska propagandan kampanjen börja retroaktivt i december 1956, då Kim presenterade de första femårsplanen på ett möte med centralkommittén i Koreas arbetarparti.

### Personkult

Postumt porträtt av Kim Il Sung.

Även om Kim Il Sung inte hade total kontroll över den nordkoreanska staten från första början så blev Kim Il Sung föremål för en personkult långt tidigare i jämförelse med andra länder i östblocket. Till skillnad från kulten av Stalin eller Mao fokuserar den nordkoreanska kulten av Kim Il Sung sig på hans person och gärningar snarare än hans ideologiska renlärighet och marxismen-leninismen spelar en mycket undanskymd roll i den nordkoreanska propagandan. Kim framställs som en person som står i nära förbindelse med det koreanska folket, som han ger instruktioner i s.k. "vägledningar på ort och ställe" (현지지도, 現地指導).
Ett annat framträdande drag i personkulten är betoningen på Kim Il Sungs familj och släkt och deras bidrag till den koreanska revolutionen. Till exempel påstår den nordkoreanska propagandan att Kims farfars far spelade en avgörande roll i sänkandet av det amerikanska krigsfartyget USS Sherman 1866. Den officiella biografin Kamrat Kim Il Sungs revolutionära verksamhet: kort historik är en central text i personkulten, inte olikt den roll verket Sovjetunionens kommunistiska partis historia: kortfattad kurs spelade i Stalins Sovjet.
Den nordkoreanska personkulten är starkt nationalistiskt färgad och har även främlingsfientliga drag, vilket har skapat spänningar med andra länder i östblocket. Till exempel tonas Sovjetunionens seger över den japanska imperialismen i Korea ned och de kinesiska insatserna i Koreakriget får ofta litet utrymme i den nordkoreanska propagandan, där Kim Il Sung är den centrala gestalten.

## Balansgång mellan Sovjet och Kina
Brytningen mellan Kina och Sovjetunionen 1960 gjorde det möjligt för Kim Il Sung att manövrera mellan de två kommunistiska jättarna för att säkra ekonomiskt bistånd och skydda Kim Il Sung mot försök att undanröja honom från makten. Detta innebar att Nordkorea inte genomgick en liberalisering och avstalinisering som på andra håll i östblocket.
När USA:s president Nixon besökte Kina 1972 och en avspänning inleddes mellan de två forna fienderna uppstod farhågor att Kina skulle överge sin nordkoreanska allierade, varför Kim Il Sung inledde en diplomatisk offensiv inför omvärlden. Det var i samband med detta som Kim Il Sung började ge intervjuer till utländsk press och lanserade juche som en specifikt koreansk ideologi.

### Juche

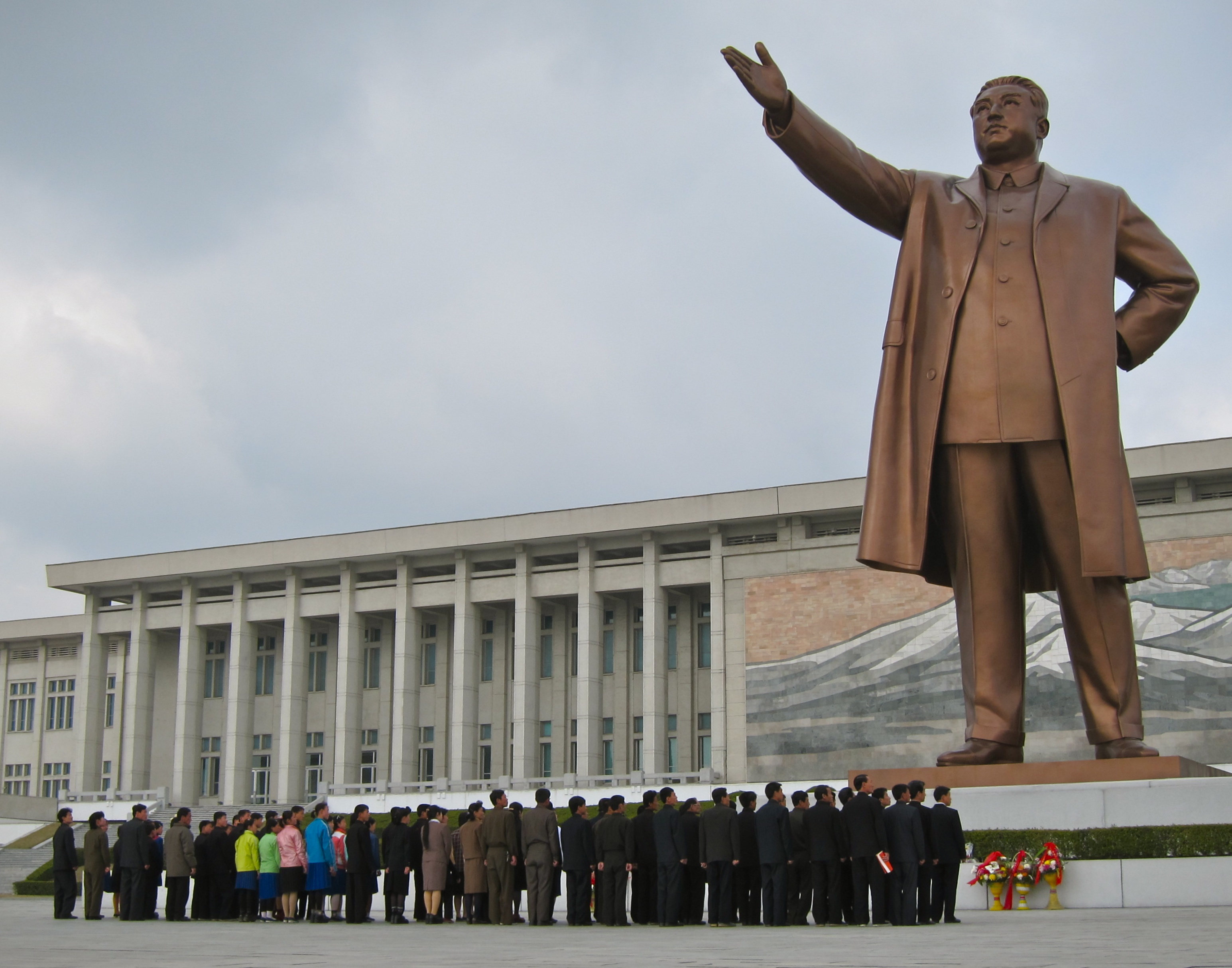
Den gigantiska Kim Il Sung-statyn i Mansudae, rest 1972.

Juche lanserades först i ett tal som Kim höll den 28 december 1955, där han i förbigående nämnde behovet att "upprätta subjektet" (dvs. den verksamma kraften) i propagandaarbetet:
| ”                                                                                                   | Att upprätta Juche betyder att hålla fast vid principen att själv lösa revolutionens och uppbyggets alla problem i överensstämmelse med de faktiska förhållandena i sitt eget land, och huvudsakligen med egna ansträngningar. | „ |
| – Kim Il Sung, Om att avskaffa dogmatism och formalism och upprätta Juche i det ideologiska arbetet | |   |

Begreppet Juche upptog dock inte någon framträdande plats i den nordkoreanska propagandan förrän vid mitten av 1960-talet, då brytningen mellan de sovjetiska och kinesiska kommunistpartierna skapade ett behov för Nordkorea att hävda sin autonomi gentemot de två giganterna. Denna situationen skärptes när kulturrevolutionen bröt ut i Kina 1966 och Kina började sprida "Mao Zedongs tänkande" som en egen vidareutveckling av marxism-leninismen. I samband med detta gav Kim sin rådgivare Hwang Jang-yop i uppdrag att utarbeta Juche till en sammanhängande ideologi som kunde höja Kim ställning som teoretiker och 1972 spökskrev Hwang ett tal åt Kim, där "Jucheidén" lanserades. 

## Statsterrorism
I mitten av 1960-talet imponerades Kim Il Sung av Nordvietnams Ho Chi Minh och hans mål att förena Vietnam genom gerillakrigföring och tänkte sig en liknande utveckling i Korea. Nordkorea kom nu att öka sin infiltration och subversiva verksamhet mot Sydkorea och USA. Dessa strävanden kulminerade 1968 i ett försök att storma det blå huset i Seoul och att mörda Sydkoreas president Park Chung-hee.
Den nordkoreanska militären var också aggressivare vid den demilitariserade zonen.  Efter det att två amerikanska befäl dödats i en blodig sammanstötning med nordkoreanska trupper ("yxmordsincidenten") vid Bron utan återvändo den 18 augusti 1976 utmärktes vapenstilleståndslinjen tydligt i det gemensamma säkerhetsområdet och rörligheten över gränsen reglerades strängt.

## Sista åren
Redan under 1950-talet hade Kim drabbats av nefritiskt syndrom och fått behandling av sovjetiska läkare. Sedan slutet på 1980-talet förvärrades hans hälsa och han led bland annat av högt blodtryck. Kim hade också en mycket stor inoperabel tumör på högra sidan av halsen som ofta chockerade oförberedda besökare, varför officiella foton av honom endast togs från vänster. 1980 beslöt Kim Il-Sung att sonen Kim Jong-Il skulle bli hans efterföljare, vilket offentliggjordes vid partikongressen 1980. De sista åren överlät Kim allt fler av sina officiella funktioner till Kim Jong Il.
Kims sista år vid makten kännetecknades av svåra ekonomiska problem. Det nordkoreanska jordbruket hade alltid haft svårt att försörja landets befolkning och landet var därför beroende av bistånd från Sovjetunionen. Regimen i Pyongyang gjorde länge sitt bästa för att dölja utvecklingen i landet för omvärlden, men i samband med Sovjetunionens fall 1991 förlorade landet sin viktigaste handelspartner och biståndsgivare och landets centralstyrda ekonomi kollapsade, varvid situationen blev ohållbar. 1992 gick den nordkoreanska regimen ut med en officiell Ät två mål om dagen-kampanj i ett försök att dämpa den folkliga matkonsumtionen, vilket dock inte gav önskad effekt. 1994 var bristen på mat, trots omfattande statliga matransoner, så akut att hyllorna i landets mataffärer för första gången i landets historia gapade helt tomma. Den resulterande svältkatastrofen i Nordkorea, som kulminerade 1997, krävde mellan omkring 600 000 och 2 miljoner människoliv.
Samtidigt som svältkatastrofen blev känd för omvärlden ökade Nordkoreas kärnvapenprogram spänningen mellan Nordkorea och USA. I juni 1994 flög den f.d. amerikanske presidenten Jimmy Carter till Pyongyang för att förhandla med Kim om kärnvapenprogrammet, och till Carters förvåning gick Kim med på att trappa ned kärnvapenprogrammet och skrev på en överenskommelse om detta med Carter.

## Död och eftermäle

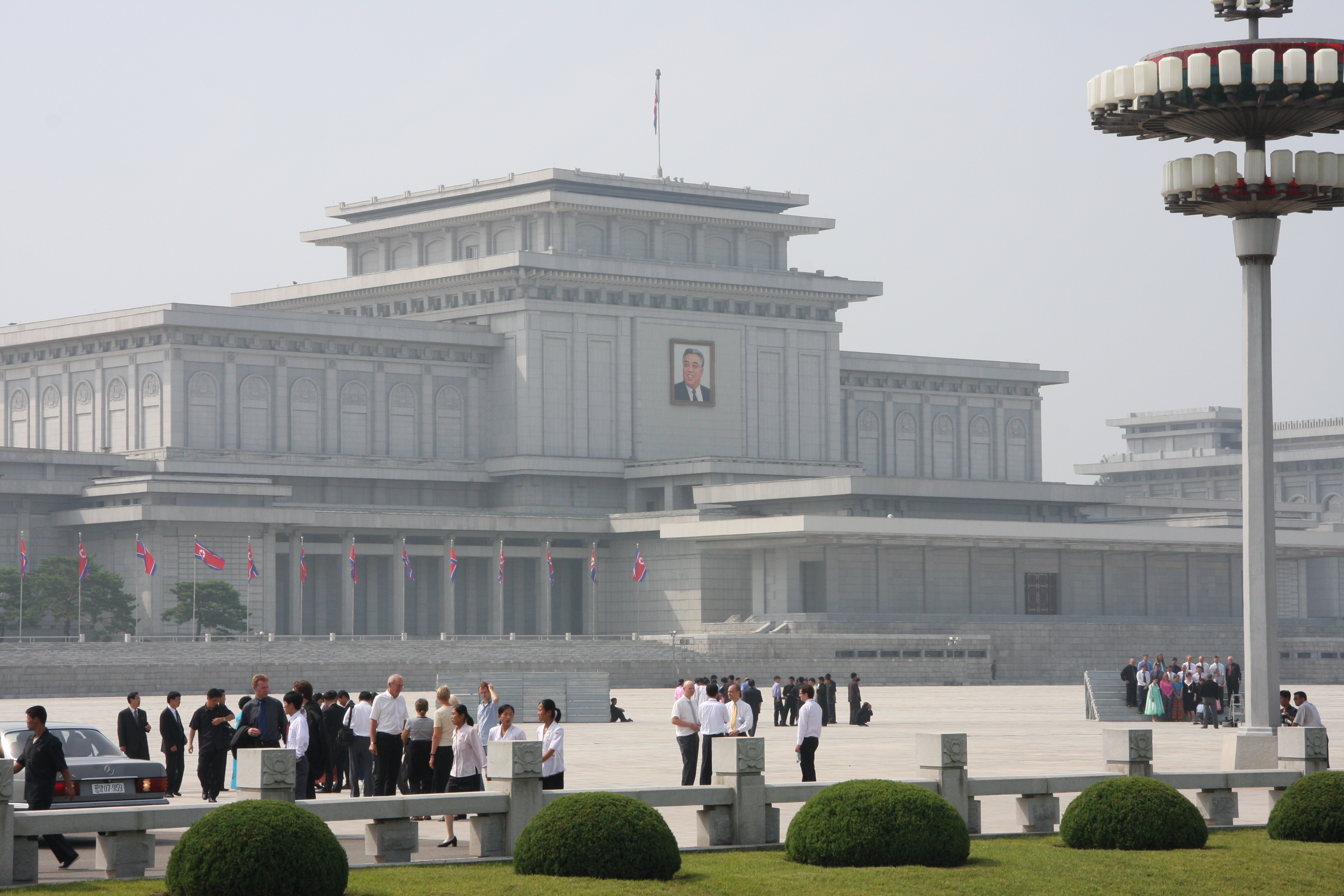
Kumsusan-mausoleet.

Den 8 juli 1994 avled Kim Il Sung i sviterna efter en hjärtattack i sitt sommarresidens nära Myogyang-berget, bara ett par veckor efter Jimmy Carters besök. Efter Kim Il Sungs död valdes hans son, Kim Jong Il, och senare efter dennes död, hans sonson Kim Jong-un, till ledare för landet. Presidentposten avskaffades dock i och med Kim Il Sungs död. Alla funktioner som presidentämbetet innebar övertogs av andra statsfunktionärer, främst av Kim Jong Il och därefter av Kim Jong-un.
Även den nordkoreanska konstitutionen hyllar honom och pekar ut honom som "republikens evige president". Idag bevaras Kim Il Sungs kropp i ett mausoleum i den byggnad där han tidigare arbetade.

## Släktträd
|                |                |                |                |                |                |              |              |              |              |              |              |              |              |              |              |              |              |             |             |               |               |               |               |               |               |             |             |             |             |              |              |              |              | Kim Hyŏng-jik | Kim Hyŏng-jik | Kim Hyŏng-jik | Kim Hyŏng-jik | Kim Hyŏng-jik | Kim Hyŏng-jik |               |               | Kang Pan-sŏk  | Kang Pan-sŏk  | Kang Pan-sŏk  | Kang Pan-sŏk  | Kang Pan-sŏk | Kang Pan-sŏk |                 |                 |                 |                 |                 |                 |             |             |              |              |              |              |              |              |
|                |                |                |                |                |                |              |              |              |              |              |              |              |              |              |              |              |              |             |             |               |               |               |               |               |               |             |             |             |             |              |              |              |              | Kim Hyŏng-jik | Kim Hyŏng-jik | Kim Hyŏng-jik | Kim Hyŏng-jik | Kim Hyŏng-jik | Kim Hyŏng-jik |               |               | Kang Pan-sŏk  | Kang Pan-sŏk  | Kang Pan-sŏk  | Kang Pan-sŏk  | Kang Pan-sŏk | Kang Pan-sŏk |                 |                 |                 |                 |                 |                 |             |             |              |              |              |              |              |              |
|                |                |                |                |                |                |              |              |              |              |              |              |              |              |              |              |              |              |             |             |               |               |               |               |               |               |             |             |             |             |              |              |              |              |               |               |               |               |               |               |               |               |               |               |               |               |              |              |                 |                 |                 |                 |                 |                 |             |             |              |              |              |              |              |              |
|                |                |                |                |                |                |              |              |              |              |              |              |              |              |              |              |              |              |             |             |               |               |               |               |               |               |             |             |             |             |              |              |              |              |               |               |               |               |               |               |               |               |               |               |               |               |              |              |                 |                 |                 |                 |                 |                 |             |             |              |              |              |              |              |              |
|                |                |                |                |                |                |              |              |              |              |              |              |              |              |              |              |              |              |             |             |               |               |               |               |               |               |             |             |             |             | Kim Jong-suk | Kim Jong-suk | Kim Jong-suk | Kim Jong-suk | Kim Jong-suk  | Kim Jong-suk  |               |               | Kim Il-sung   | Kim Il-sung   | Kim Il-sung   | Kim Il-sung   | Kim Il-sung   | Kim Il-sung   |               |               | Kim Sŏng-ae  | Kim Sŏng-ae  | Kim Sŏng-ae     | Kim Sŏng-ae     | Kim Sŏng-ae     | Kim Sŏng-ae     |                 |                 | Kim Yong-ju | Kim Yong-ju | Kim Yong-ju  | Kim Yong-ju  | Kim Yong-ju  | Kim Yong-ju  |              |              |
|                |                |                |                |                |                |              |              |              |              |              |              |              |              |              |              |              |              |             |             |               |               |               |               |               |               |             |             |             |             | Kim Jong-suk | Kim Jong-suk | Kim Jong-suk | Kim Jong-suk | Kim Jong-suk  | Kim Jong-suk  |               |               | Kim Il-sung   | Kim Il-sung   | Kim Il-sung   | Kim Il-sung   | Kim Il-sung   | Kim Il-sung   |               |               | Kim Sŏng-ae  | Kim Sŏng-ae  | Kim Sŏng-ae     | Kim Sŏng-ae     | Kim Sŏng-ae     | Kim Sŏng-ae     |                 |                 | Kim Yong-ju | Kim Yong-ju | Kim Yong-ju  | Kim Yong-ju  | Kim Yong-ju  | Kim Yong-ju  |              |              |
|                |                |                |                |                |                |              |              |              |              |              |              |              |              |              |              |              |              |             |             |               |               |               |               |               |               |             |             |             |             |              |              |              |              |               |               |               |               |               |               |               |               |               |               |               |               |              |              |                 |                 |                 |                 |                 |                 |             |             |              |              |              |              |              |              |
|                |                |                |                |                |                |              |              |              |              |              |              |              |              |              |              |              |              |             |             |               |               |               |               |               |               |             |             |             |             |              |              |              |              |               |               |               |               |               |               |               |               |               |               |               |               |              |              |                 |                 |                 |                 |                 |                 |             |             |              |              |              |              |              |              |
|                |                |                |                |                |                |              |              |              |              |              |              |              |              |              |              |              |              |             |             |               |               |               |               |               |               |             |             |             |             |              |              |              |              |               |               |               |               |               |               |               |               |               |               |               |               |              |              |                 |                 |                 |                 |                 |                 |             |             |              |              |              |              |              |              |
|                |                |                |                |                |                |              |              |              |              |              |              |              |              |              |              |              |              |             |             |               |               |               |               |               |               |             |             |             |             |              |              |              |              |               |               |               |               |               |               |               |               |               |               |               |               |              |              |                 |                 |                 |                 |                 |                 |             |             |              |              |              |              |              |              |
| Kim Young-sook | Kim Young-sook | Kim Young-sook | Kim Young-sook | Kim Young-sook | Kim Young-sook |              |              | Song Hye-rim | Song Hye-rim | Song Hye-rim | Song Hye-rim | Song Hye-rim | Song Hye-rim |              |              | Kim Jong-il  | Kim Jong-il  | Kim Jong-il | Kim Jong-il | Kim Jong-il   | Kim Jong-il   |               |               | Ko Yong-hui   | Ko Yong-hui   | Ko Yong-hui | Ko Yong-hui | Ko Yong-hui | Ko Yong-hui |              |              | Kim Ok       | Kim Ok       | Kim Ok        | Kim Ok        | Kim Ok        | Kim Ok        |               |               | Kim Kyong-hui | Kim Kyong-hui | Kim Kyong-hui | Kim Kyong-hui | Kim Kyong-hui | Kim Kyong-hui |              |              | Jang Song-thaek | Jang Song-thaek | Jang Song-thaek | Jang Song-thaek | Jang Song-thaek | Jang Song-thaek |             |             | Kim Pyong-il | Kim Pyong-il | Kim Pyong-il | Kim Pyong-il | Kim Pyong-il | Kim Pyong-il |
| Kim Young-sook | Kim Young-sook | Kim Young-sook | Kim Young-sook | Kim Young-sook | Kim Young-sook |              |              | Song Hye-rim | Song Hye-rim | Song Hye-rim | Song Hye-rim | Song Hye-rim | Song Hye-rim |              |              | Kim Jong-il  | Kim Jong-il  | Kim Jong-il | Kim Jong-il | Kim Jong-il   | Kim Jong-il   |               |               | Ko Yong-hui   | Ko Yong-hui   | Ko Yong-hui | Ko Yong-hui | Ko Yong-hui | Ko Yong-hui |              |              | Kim Ok       | Kim Ok       | Kim Ok        | Kim Ok        | Kim Ok        | Kim Ok        |               |               | Kim Kyong-hui | Kim Kyong-hui | Kim Kyong-hui | Kim Kyong-hui | Kim Kyong-hui | Kim Kyong-hui |              |              | Jang Song-thaek | Jang Song-thaek | Jang Song-thaek | Jang Song-thaek | Jang Song-thaek | Jang Song-thaek |             |             | Kim Pyong-il | Kim Pyong-il | Kim Pyong-il | Kim Pyong-il | Kim Pyong-il | Kim Pyong-il |
|                |                |                |                |                |                |              |              |              |              |              |              |              |              |              |              |              |              |             |             |               |               |               |               |               |               |             |             |             |             |              |              |              |              |               |               |               |               |               |               |               |               |               |               |               |               |              |              |                 |                 |                 |                 |                 |                 |             |             |              |              |              |              |              |              |
|                |                |                |                |                |                |              |              |              |              |              |              |              |              |              |              |              |              |             |             |               |               |               |               |               |               |             |             |             |             |              |              |              |              |               |               |               |               |               |               |               |               |               |               |               |               |              |              |                 |                 |                 |                 |                 |                 |             |             |              |              |              |              |              |              |
|                |                |                |                | Kim Sul-Song   | Kim Sul-Song   | Kim Sul-Song | Kim Sul-Song | Kim Sul-Song | Kim Sul-Song |              |              | Kim Jong-nam | Kim Jong-nam | Kim Jong-nam | Kim Jong-nam | Kim Jong-nam | Kim Jong-nam |             |             | Kim Jong-chul | Kim Jong-chul | Kim Jong-chul | Kim Jong-chul | Kim Jong-chul | Kim Jong-chul |             |             | Kim Jong-un | Kim Jong-un | Kim Jong-un  | Kim Jong-un  | Kim Jong-un  | Kim Jong-un  |               |               | Kim Yo-jong   | Kim Yo-jong   | Kim Yo-jong   | Kim Yo-jong   | Kim Yo-jong   | Kim Yo-jong   |               |               |               |               |              |              |                 |                 |                 |                 |                 |                 |             |             |              |              |              |              |              |              |
|                |                |                |                | Kim Sul-Song   | Kim Sul-Song   | Kim Sul-Song | Kim Sul-Song | Kim Sul-Song | Kim Sul-Song |              |              | Kim Jong-nam | Kim Jong-nam | Kim Jong-nam | Kim Jong-nam | Kim Jong-nam | Kim Jong-nam |             |             | Kim Jong-chul | Kim Jong-chul | Kim Jong-chul | Kim Jong-chul | Kim Jong-chul | Kim Jong-chul |             |             | Kim Jong-un | Kim Jong-un | Kim Jong-un  | Kim Jong-un  | Kim Jong-un  | Kim Jong-un  |               |               | Kim Yo-jong   | Kim Yo-jong   | Kim Yo-jong   | Kim Yo-jong   | Kim Yo-jong   | Kim Yo-jong   |               |               |               |               |              |              |                 |                 |                 |                 |                 |                 |             |             |              |              |              |              |              |              |
|                |                |                |                |                |                |              |              |              |              |              |              | Kim Han-sol  |              |              |              |              |              |             |             |               |               |               |               |               |               |             |             |             |             |              |              |              |              |               |               |               |               |               |               |               |               |               |               |               |               |              |              |                 |                 |                 |                 |                 |                 |             |             |              |              |              |              |              |              |